# ファイブスタークルーズ
株式会社ファイブスタークルーズ（Fivestar Cruise Co., Ltd.）は、第3種登録の旅行業者であり、クルーズ客船専門旅行会社である。2016年、「ベストワンクルーズ」を運営するクルーズ専門旅行会社「株式会社ベストワンドットコム」に完全子会社化された。

## 概要
国内・海外のクルーズ旅行を中心とした旅行の手配・販売を行っており、主にラグジュアリークルーズの個人旅行を中心にオリジナルの旅行プランを提案している。

## 取扱い船会社
ラグジュアリー客船、プレミアム客船、カジュアル客船、帆船、日本船、リバークルーズの下記の船会社のコースを提供している。

### ラグジュアリー客船
- キュナードライン｜CUNARD '
- クリスタルクルーズ｜CRYSTAL CRUISES
- シルバーシー｜SILVERSEA
- シーボーン｜SEABOURN
- オーシャニアクルーズ｜OCEANIA CRUISE
- ハパグロイドクルーズ｜Hapag-Lloyd Cruises
- リージェント・セブン・シーズ・クルーズ｜Regent SEVEN SEAS CRUISES
- ポールゴーギャンクルーズ｜Paul Gauguin CRUISE
- ポナン｜PONANT
- アザマラ・クラブ・クルーズ｜AZAMARA CLUB CRUISES

### プレミアム客船
- ホーランド・アメリカライン（シグネチャースイート客室以上）｜Holland America Line
- プリンセス・クルーズ（ミニスイート客室以上）｜PRINCESS CRUISES
- セレブリティクルーズ（アクアクラス/スイート客室以上）｜Celebrity Cruises

### カジュアル客船（特別エリア）
- MSCクルーズ（ヨットクラブ）｜MSC YACHT CLUB
- ノルウェージャン・クルーズライン（ヘブン）｜THE HAVEN BY NORWEGIAN
- コスタクルーズ（スイート客室以上）

### 帆船
- スタークリッパーズ｜STAR CLIPPERS
- ウィンドスター・クルーズ｜Windstar Cruises
- シークラウド・クルーズ｜SEA CLOUD CRUSES

### 日本船
- 飛鳥II｜ASUKA CRUISE  日本
- にっぽん丸｜NIPPON MARU  日本

### 探検船
- クォーク・エクスペディションズ｜Quark Expeditions

### リバークルーズ
- アマウォーターウェイズ｜AMA WATERWAYS
- ユニワールド｜UNIWORLD
- バイキングクルーズ｜VIKING CRUISES
- ルフトナークルーズ｜LUFTNER CRUISES
- アクアエクスペディションズ｜AQUA EXPEDITIONS
- ザンベジクイーン｜ZAMBEZI QUEEN
- アメリカンクイーン｜AMERICAN QUEEN
- スーダン｜SUDAN
- アローサ｜[A'Rosa Cruises]
- リバージュドモンド｜Rivages du Monde
- エメラルドウォーターウェイズ

## 営業所
新宿営業所
〒162-0067 東京都新宿区富久町16-6 西倉LKビル2階